# Autovia transafricana 7
L'Autovia transafricana 7 o Autovia transafricana de la Costa Occidental, o TAH 7 és un projecte d'autopistes transnacionals que enllaça 12 nacions de l'Àfrica Occidental, des de Mauritània al nord-oest de la regió fins a Nigèria a l'est, amb carreteres d'accés a dos països sense litoral, Mali i Burkina Faso.
L'extrem oriental de l'autopista acaba a Lagos (Nigèria). Algunes organitzacions com la Comunitat Econòmica dels Estats de l'Àfrica Occidental (CEDEAO) consideren que el seu extrem occidental és Nouakchott, (Mauritània), i altres com la Comissió Econòmica de les Nacions Unides per a Àfrica defensen que és Dakar (Senegal), donant lloc a aquests noms alternatius per la carretera: Autovia de Nouakchott-Lagos; Autovia de Lagos-Nouakchott; Autovia de Dakar-Lagos;Autovia de Lagos-Dakar, o Autovia transafricana 7 de la xarxa de carreteres transafricanes.

## Ruta i estatus

### Longitud total i estat
La longitud de la ruta és de 4.560 quilòmetres,dels quals el 83% o 3.777 km, s'han pavimentat segons els documents de la Unió Africana (UA), o 4.010 km amb 3.260 km pavimentada, segons els informes del Banc Africà de Desenvolupament (BAD), que no inclouen el tram Nouakchott-Dakar d'uns 570 km. Hi ha uns 9 trams sense asfaltar, però alguns trams pavimentats requereixen reconstrucció. Totes són autopistes de dos carrils amb l'excepció de les carreteres curtes de quatre carrils al terç est de la ruta. Els informes del BAD publicats l'any 2003 diuen que el 32% de l'autopista està en mal estat, el 9% és bo i el 59% és correcte. La reconstrucció del segment a Lagos (Nigèria) va començar l'any 2010, i quan estigui acabada, aquesta secció tindrà deu carrils d'ample.

### Gestió
L'autovia és un projecte de la CEDEAO i el Banc Africà de Desenvolupament (BAD) de la UA, amb finançament del Banc Africà de Desenvolupament. La ruta és la carretera transafricana núm. 7 (TAH7) a la llista de nou carreteres de la Federació Internacional de Carreteres que considera prioritàries per a una xarxa d'autopistes transnacionals a l'Àfrica.

### Ruta
Existeix una ruta alternativa asfaltada Dakar-Bamako-Abidjan (mostrada en negre al mapa) que és més pràctica. La informació sobre la construcció requerida prové de dues fonts: el lloc web de la CEDEAO, document sense data, i el lloc web de l'ADB, informe de consultoria de data d'agost de 2003.
- Nouakchott, Mauritania – tram vigent:
- Dakar, Senegal – tram vigent:
- Banjul, Gambia – existents, algunes seccions amb vorera desapareguda, passant per Gàmbia i després pel sud del Senegal fins a:Bissau,
- Bissau, Guinea-Bissau – existent a Quebo, amb un nou tram breu necessari fins a la frontera amb Guinea, on es planejava construir un pont important sobre el riu Kogon per començar el 2004
- Es necessita un nou tram de 89 km a Guinea des de la frontera fins a Boké;
- Guinea, tram vigent de Boké a Conakry i la frontera de Sierra Leone;
- Sierra Leone reconstrucció acabada, hi ha un nou pont sobre el riu Moa fins a Zimmi, continuant fins a la frontera amb Libèria
- Libèria, tram vigent a la secció per Monròvia terra endins fins a Ganta, necessitant una nova secció necessària d'uns 70 km, a la frontera entre Ganta-Sanniquellie-Kahnple-Costa d'Ivori;
- Costa d'Ivori es necessita un nou tram des de la frontera amb Libèria fins a Danané, mentre que la secció a través de Man, Yamoussoukro i Abidjan fins a la frontera amb Ghana està acabat:
- Ghana, tram vigent a través de Cape Coast i Accra fins a la frontera amb Togo, i 31 km a l'est d'Akatsi a Dzodze que ha estat substituïda per una nova carretera paral·lela a l'antiga;
- Els 80 km a través de Togo han estat substituïts per una nova carretera que passa per Lomé pel costat nord;
- El tram de Benín a través de Cotonou i Porto Novo existeix fins a la frontera nigeriana:
- Hi ha uns 60 km per la frontera a Lagos, Nigèria.

### Punts d'accés i altres carreteres transnacionals
Bamako (Mali) i Ouagadougou (Burkina Faso) -els dos països sense litoral de la CEDEAO- ja estan connectats amb l'autopista costanera per autopistes asfaltades cap a Abidjan, Accra i Lomé. Lagos, està enllaçat a través de la xarxa d'autopistes pavimentades més gran de l'Àfrica occidental, la xarxa de carreteres nacionals de Nigèria, amb enllaços amb els països veïns de Níger, Txad i Camerun.
La carretera transsaheliana és un altre projecte de la CEDEAO que va paral·lela a la carretera costanera que uneix els països del Sahel de l'Àfrica occidental des de Dakar fins a Ndjamena, Txad.
S'estan desenvolupant altres dues carreteres transnacionals des de Lagos per enllaçar amb la carretera costanera trans-occidental d'Àfrica:
TAH 2 (Autopista Transsahariana) a Alger, Algèria, la majoria de la qual ja està pavimentada.
TAH 8 (Autopista Lagos-Mombasa), que encara requereix un llarg tram asfaltat a través de la República Democràtica del Congo. L'autopista costanera trans-occidental d'Àfrica es podria considerar llavors com l'extrem occidental d'una ruta que abasta el continent africà, des de l'extrem occidental pràcticament fins a l'extrem oriental per una distància total de 10.269 km.